# Land Rover Defender
Land Rover Defender (укр. Ленд Ровер Дефендер) — позашляховик британської компанії Land Rover. Цей автомобіль, відрізняється простотою і надійністю конструкції, що стала справді легендарною.

## Перше покоління (L316; 1983—2016)

### Історія

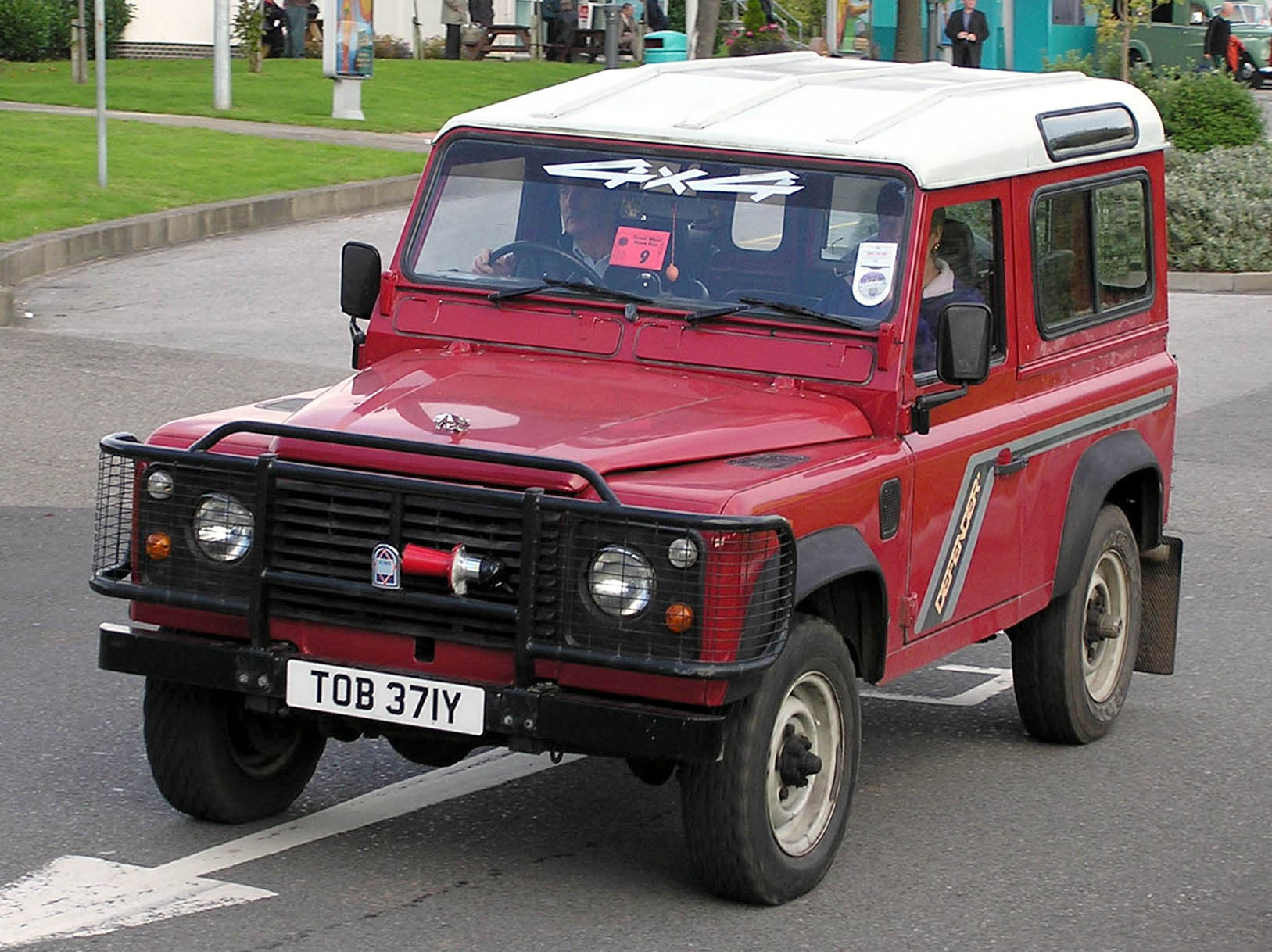
Land Rover 90 (1986)

У 1983 році почався випуск нового покоління класичних позашляховиків Land Rover, спочатку довгобазних автомобілів Land Rover 110 (2794 мм) з п'ятьма дверима, вмістимістю 12 місць відповідно, з пружинною підвіскою замість ресорної. Модель мала в своїй назві цифри, рівні колісній базі автомобіля в дюймах.
В 1984 році дебютувала трьохдверна 9-місна короткобазна версія Land Rover 90 (2360 мм).

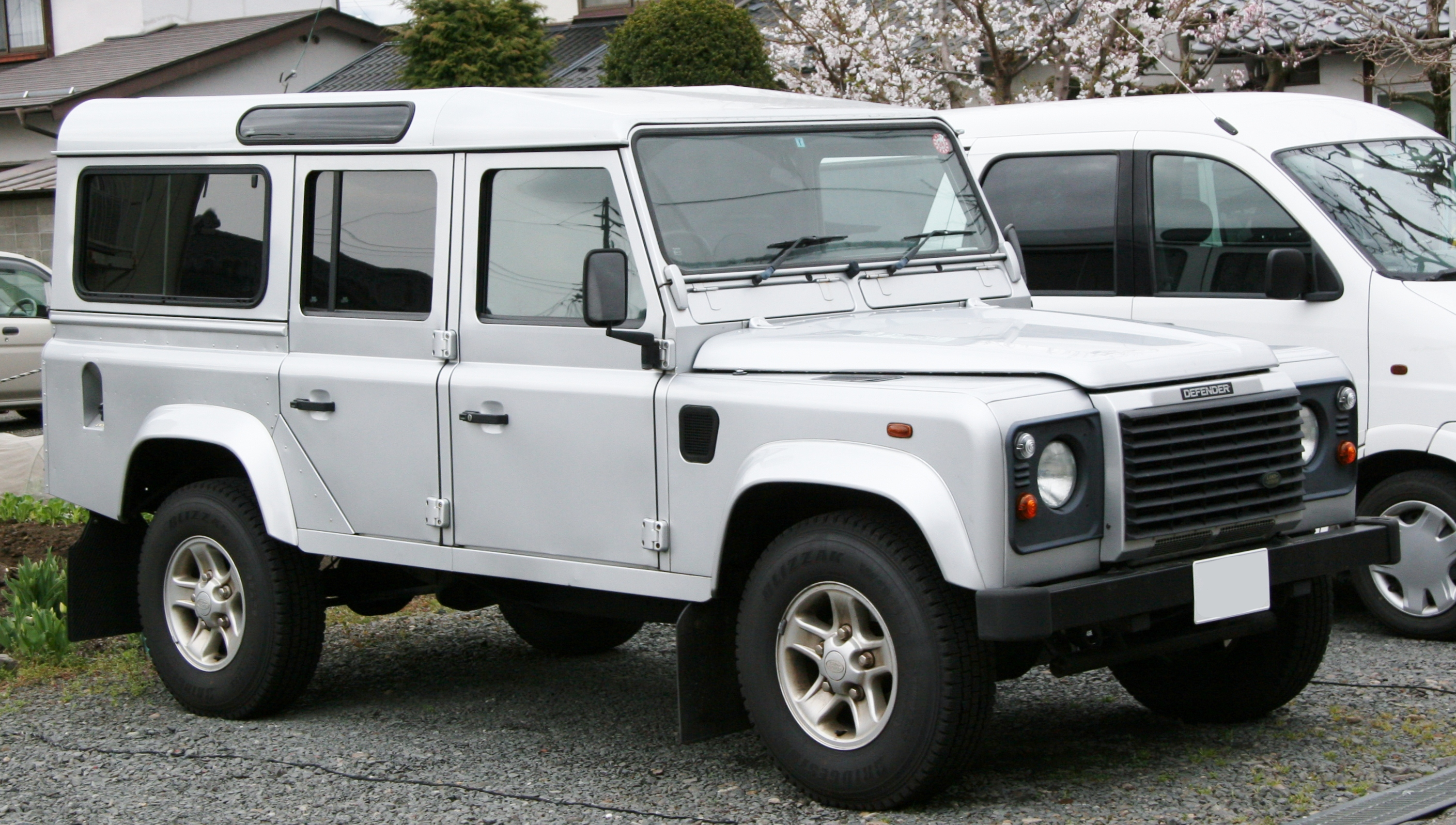
Land Rover Defender 110

Назву Defender (захисник) дали класичному Land Rover в 1990 році, коли фірмою володів концерн British Aerospace. Від безіменних машин Land Rover 110 та 90 ці позашляховики відрізнялися головним чином сучаснішими дверними ручками. У стандартному комплектації з'явилися гідропідсилювач руля та повний привід. З'явився чотиридверний пікап — «кінг-сайз» з колісною базою 130 дюймів. Втім, ні «Захисник», ні поява нових моделей Discovery та Range Rover не змогли врятувати фірму Land Rover від продажу спочатку BMW (1994), а потім Форду (2000) і Tata Motors (2008).
З 2001 року більшість «цивільних» Захисників оснащують трансмісією з постійним повним приводом, жорстко блокуючим міжосьовим диференціалом, вільними міжколісними диференціалами і протибуксувальною системою 4ЕТС, але для комерційних і військових версій, а також за замовленням встановлюють класичні трансмісії part-time з підключеним переднім мостом та жорсткими блокуваннями міжколісних диференціалів.

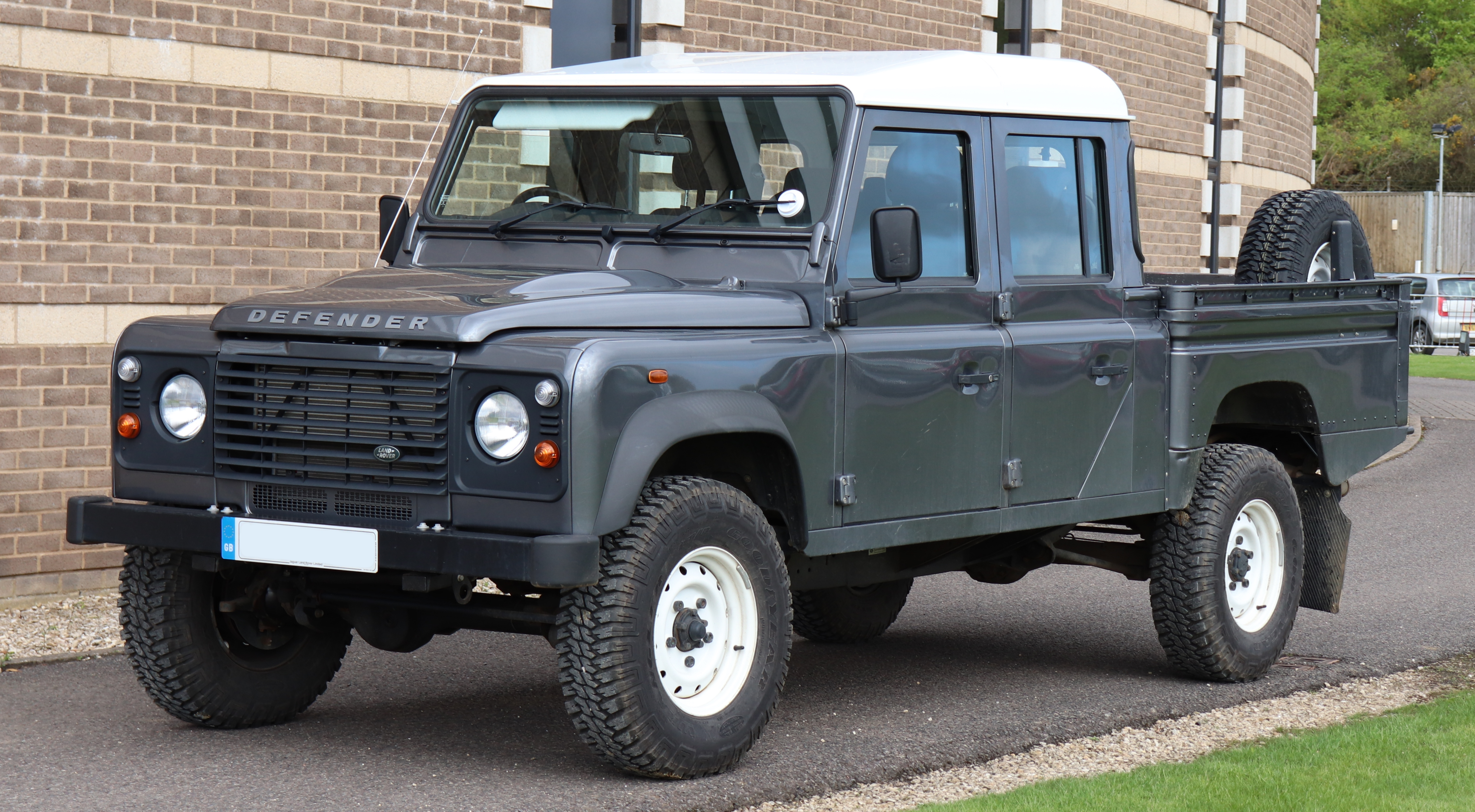
Land Rover Defender 130

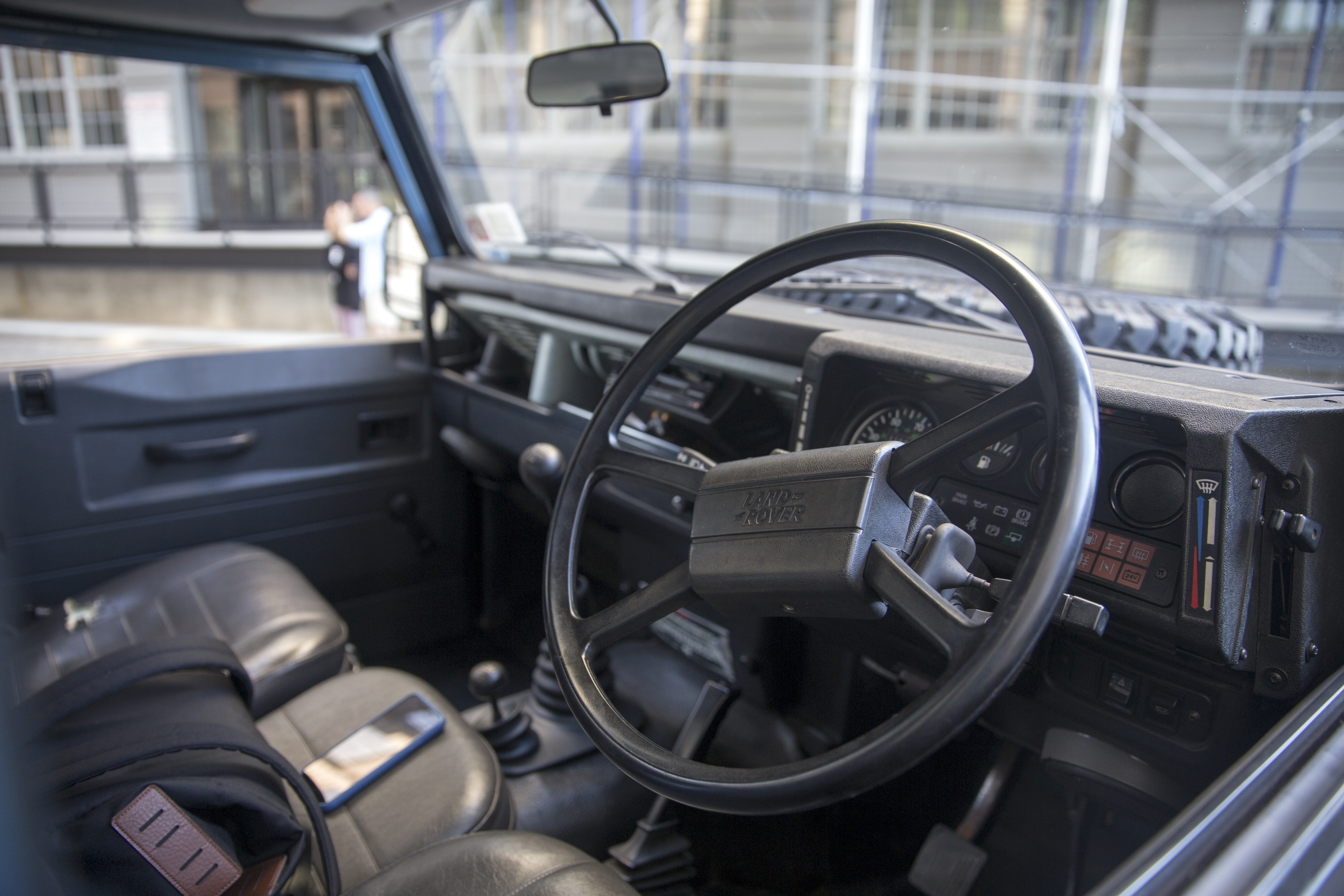
Старий салон

Нинішнє покоління Defender було представлено в 2006 році. Фордівці як могли освіжили зовнішність ветерана — з'явилися передня панель у стилі Discovery 3, комфортні сидіння, а пасажирів розсадили по ходу руху автомобіля.

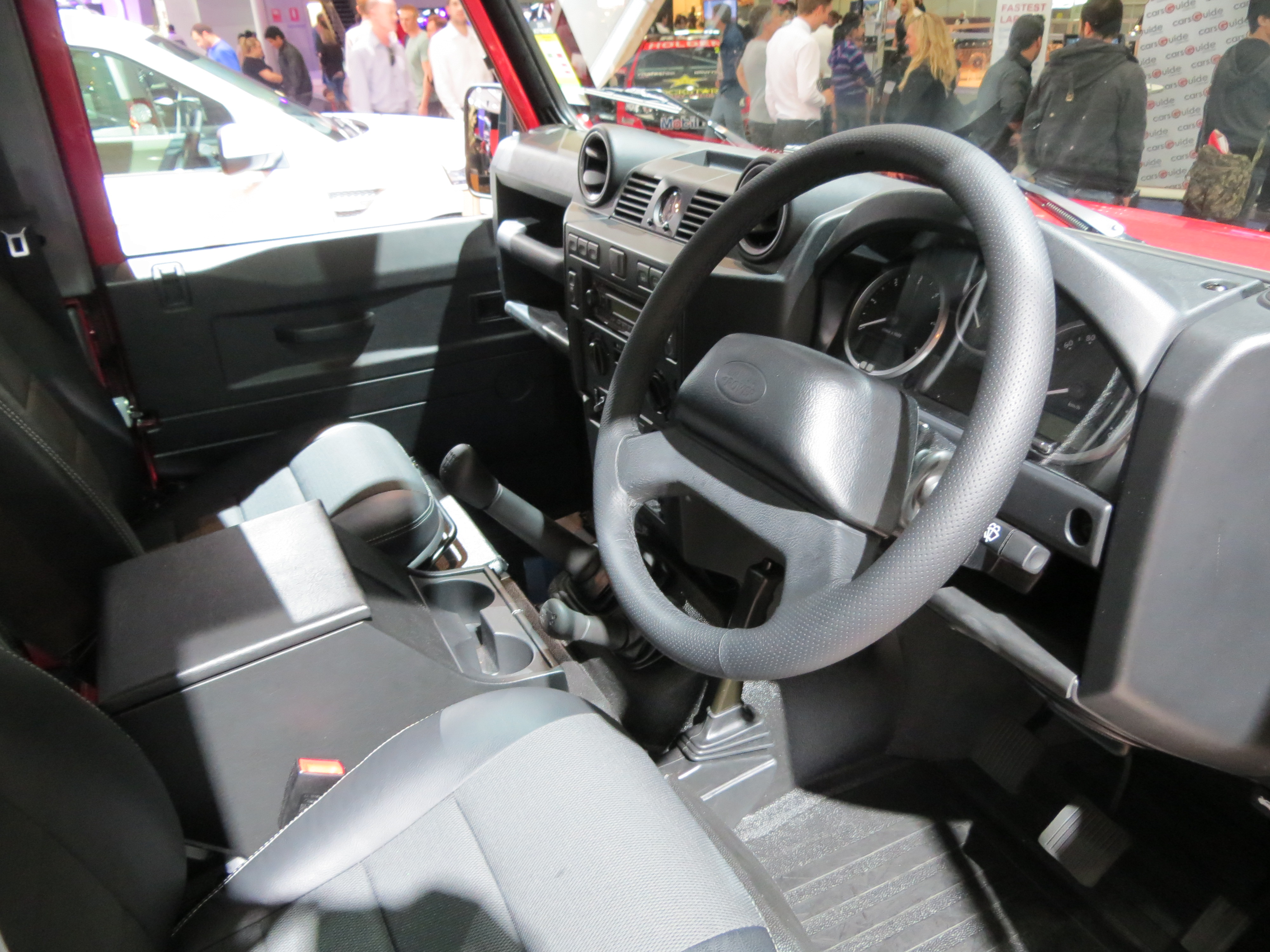
Новий салон

В Україну Defender поставляється з трьома варіантами кузова, при трьох (90, 110, 130 дюймів) розмірах колісної бази.
Після більше, ніж 60 років існування, у січні 2016 було припинено випуск легендарного Land Rover Defender. Навряд чи знайдеться ще хоча б один транспортний засіб, який зміг би продемонструвати таку універсальність, здатність їздити по бездоріжжю та міцність, як Defender. У лінійці моделей він посідав своє законне місце між Range Rover і Discovery. Перед самим закінченням випуску автомобіля, з конвеєра зійшло три спеціальних лімітованих версії — Heritage, Autobiography і Adventure. 
В січні 2018 року відділення Land Rover Classic створило лімітоване видання Дефендер, присвячене 70-річчю Ленд Ровера. Хоча Defender припинили випускати в січні 2016 року, інтерес до легендарної машини зберігся. Тому вирішено було створити незвичайну колекційну версію позашляховика: Land Rover Defender Works V8 70th Edition. Новий Defender Works V8 отримав п'ятилітровий «атмосферник» з віддачею в 405 к.с. і 515 Нм. Двигун сполучений з восьмиступеневим «автоматом» ZF, двоступеневою роздавальною коробкою і посиленими диференціалами. Розгін з місця до сотні у такої версії займає 5,8 с (дані для короткої модифікації Defender 90), а максимальна швидкість обмежена електронікою на 170 км/год.

### Опис моделі
Легковий автомобіль підвищеної прохідності (позашляховик) середнього класу. Рама тримальна сходового типу, на яку встановлюється кузов з алюмінієвого сплаву. Шестиступінчаста трансмісія з постійним повним приводом, двоступеневою роздаточною коробкою і міжосьовим диференціалом який блокується. Відмінні позашляхові якості автомобіля забезпечуються за рахунок постійного повного приводу, дорожнього просвіту висотою 26 см, невеликих звісів кузова (кут в'їзду 49°, з'їзду 35°), кута поздовжньої прохідності 150°, глибини броду до 0,5 м (без шноркелю) і ходу підвіски до 655 мм. Завдяки простій та надійній конструкції 75 % цих автомобілів, випущених з 1948 року, досі на ходу.
На зміну ненажерливим карбюраторним двигунам — з обсягами 2,3, 2,5 і 3,5 літрів (останній — двохкарбюраторний) і потужністю 65, 75 і 116 к.с., відповідно, прийшли сучасні і більш економічні інжекторні силові агрегати. Старі двигуни досить ненажерливі і на 100 км пробігу в місті споживають від 16 л (серія 90) до 25 л (серія 110) бензину з октановим числом не менше 90. Нові силові агрегати набагато економічніше. Так, 3,9-літровий бензиновий 182-сильний двигун V8 в версії 110 споживає близько 20 л на 100 км у міському циклі, хоча на шосе цей показник не опускається нижче 13 л на 100 км пробігу. Дизельні двигуни ще більш економічні і витрачають приблизно 10-14 л солярки на 100 км.
З 2007 року на автомобіль почали встановлювати новий 2,4-літровий дизельний двигун від Ford Transit з системою безпосереднього вприскування під високим тиском Common Rail і системою регулювання, що дозволяє використовувати низькоякісне пальне.
На Женевському автосалоні 2013 року презентовано концепт електромобіля Land Rover Defender з двигуном потужністю 94 к.с. та літій-іонними батареями, яких вистачає на 8 годин повільної їзди в умовах бездоріжжя.

### Двигуни
Бензинові
- 2.25 л 11H I4 77 к.с. при 4000 об/хв (1983—1985)
- 2.5 л 17H I4 83 к.с. при 4000 об/хв 182 Нм при 2000 об/хв (1985—1993)
- 3.5 л Rover V8 134 к.с. при 6000 об/хв 190 Нм при 2000 об/хв (1983—1986)
- 3.5 л Rover V8 134 к.с. при 6000 об/хв 190 Нм при 2000 об/хв (1986—1993)
- 2.8 л BMW M52B28 I6 183 к.с.
- 3.9 л Rover V8 183 к.с. при 5000 об/хв 315 Нм при 2000 об/хв
- 5.0 л Jaguar AJ133 V8 405 к.с. 515 Нм (2018)

Дизельні
- 2.25 л 10J diesel I4 67 к.с. при 4000 об/хв (1983)
- 2.5 л 11J/12J diesel I4 67 к.с. при 4000 об/хв (1984—1993)
- 2.5 л turbodiesel I4 85 к.с. при 4000 об/хв (1986—1990)
- 2.5 л 200 Tdi turbodiesel I4 107 к.с. при 4000 об/хв 264 Нм при 1800 об/хв (1990—1994)
- 2.5 л 300 Tdi turbodiesel I4 111 к.с. при 4000 об/хв 264 Нм при 1800 об/хв (1994—1998)
- 2.5 л Td5 turbodiesel I5 122 к.с. при 4000 об/хв 300 Нм при 1950 об/хв (1999—2006)
- 2.4 л Ford Duratorq turbodiesel I4 122 к.с. при 4000 об/хв 360 Нм при 1950 об/хв (2007—2012)
- 2.2 л Ford Duratorq turbodiesel I4 122 к.с. при 4000 об/хв 360 Нм при 1950 об/хв (2012—2016)

## Друге покоління (L663; з 2019)

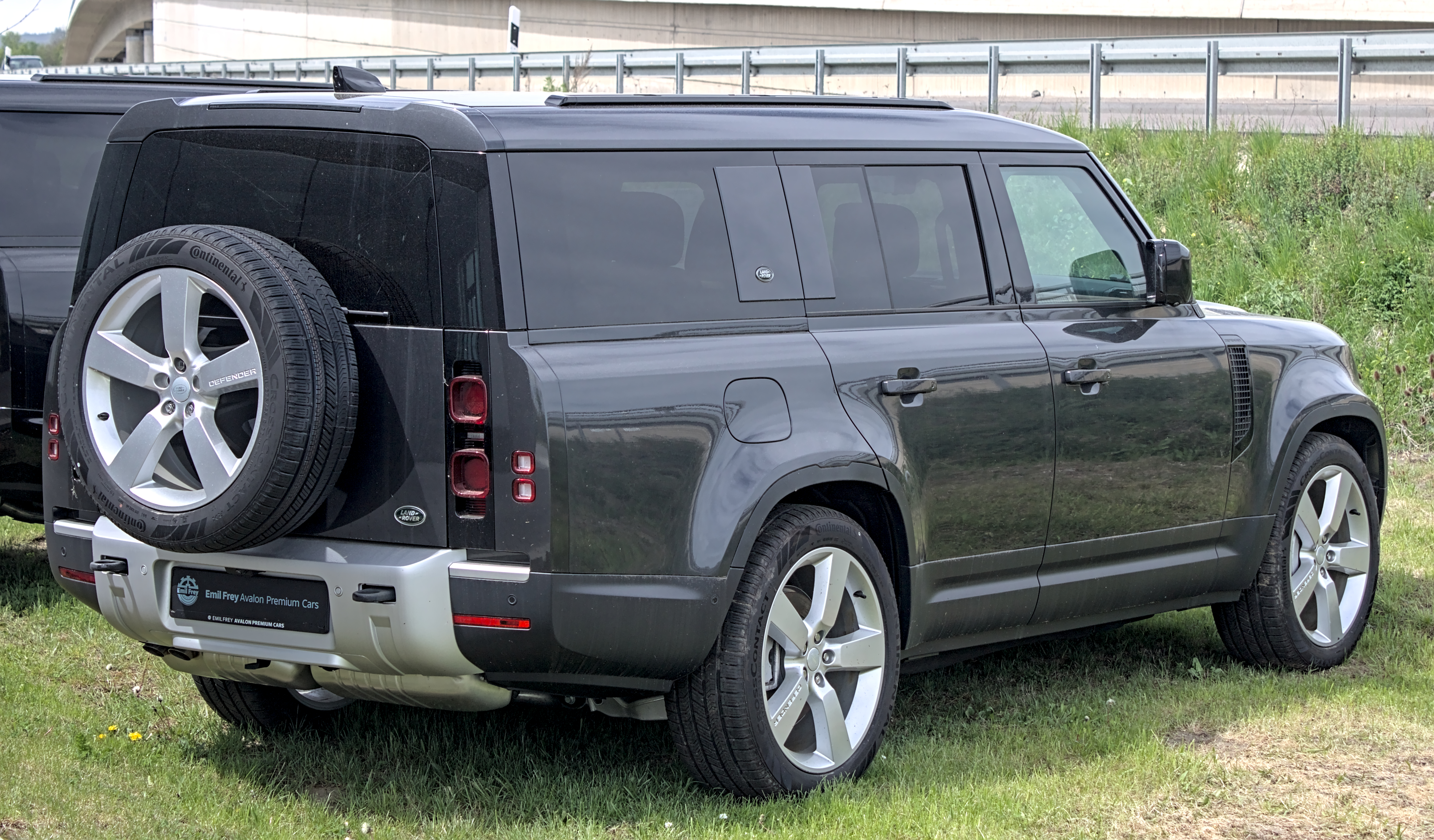
Land Rover Defender 130 (L663)

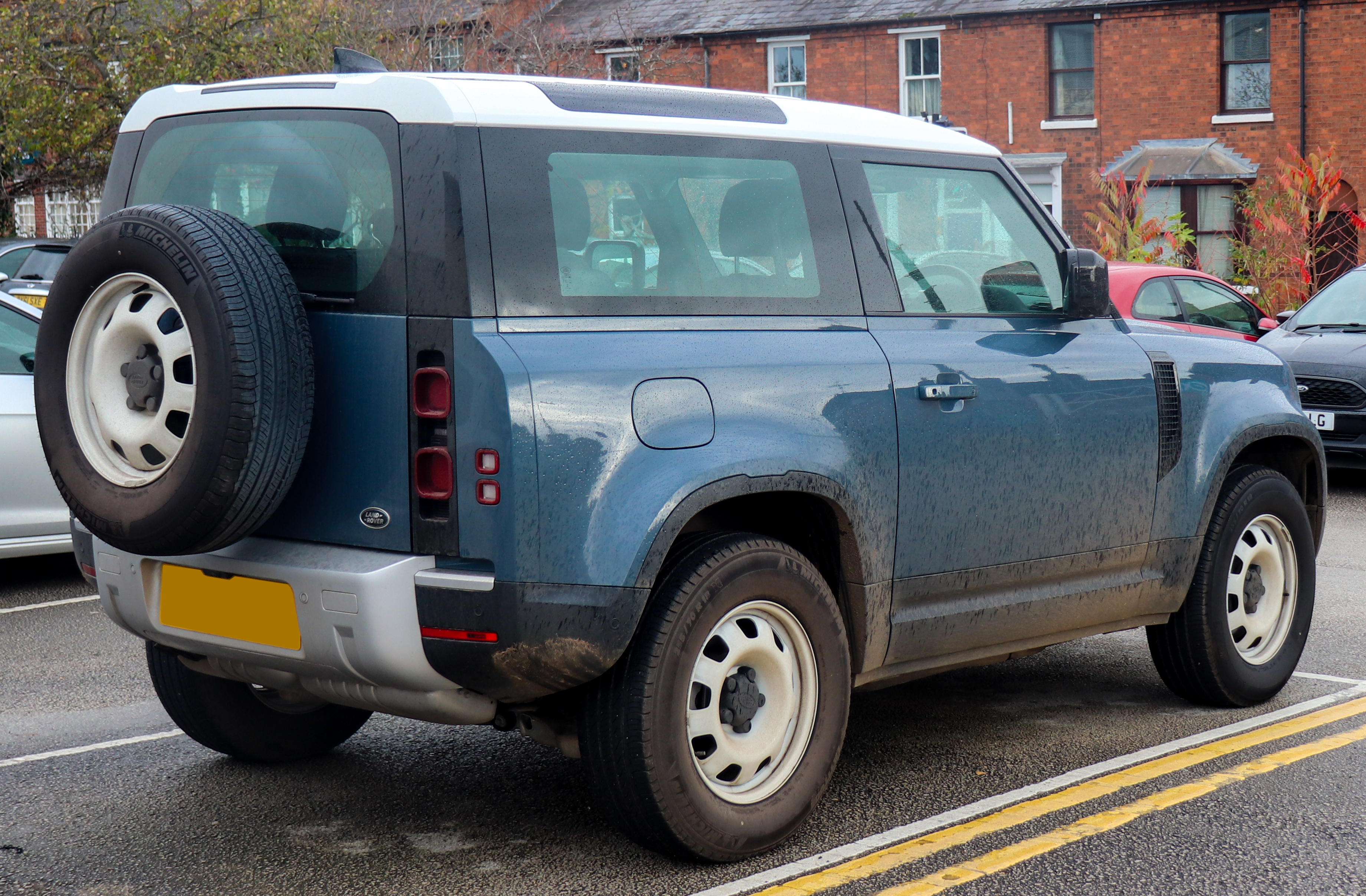
Land Rover Defender 90 (L663)

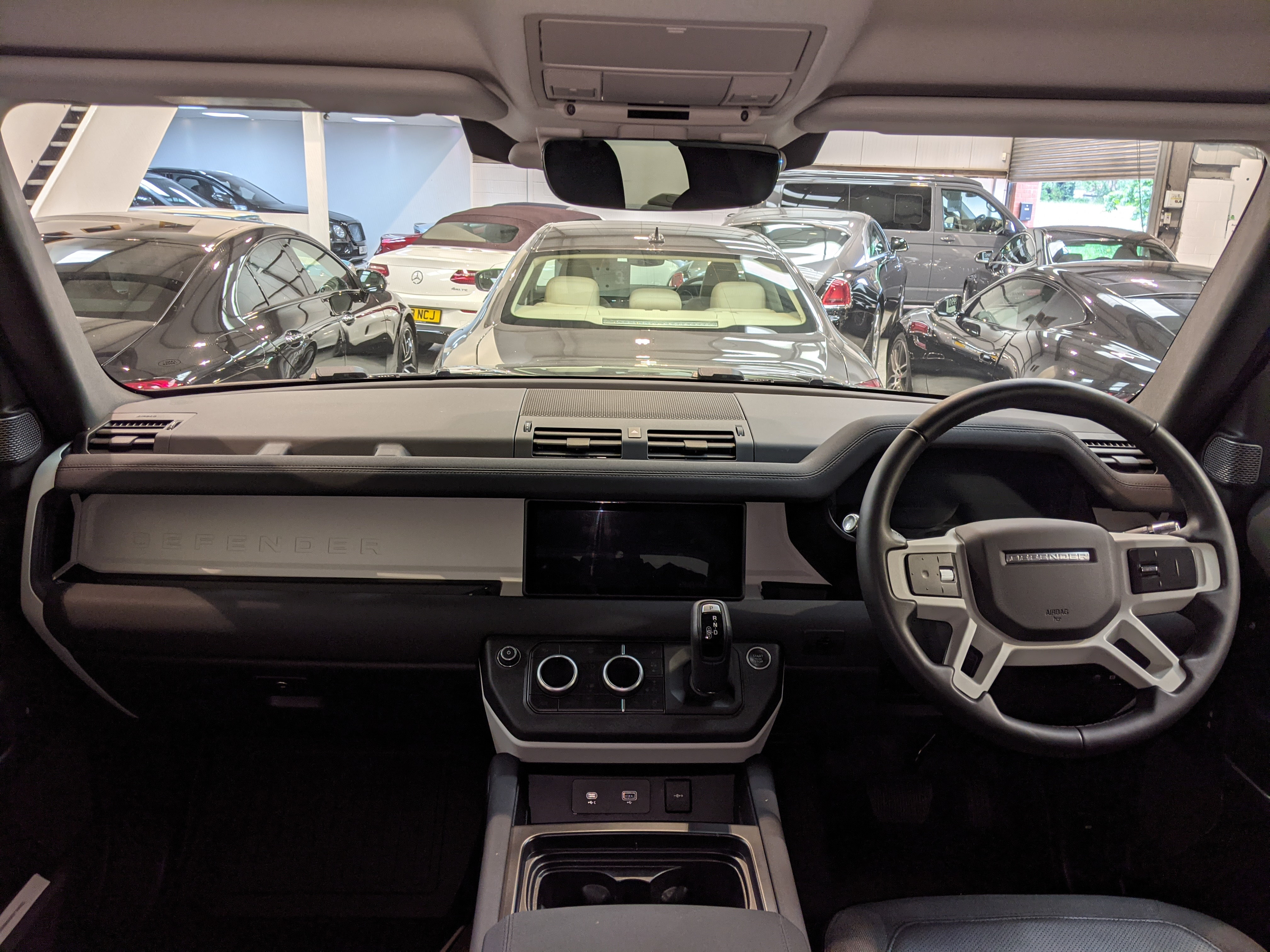

Новий автомобіль розсекречений в 2019 році, а його продажі стартують, за попередніми даними, в 2020-му. В якості основи для наступного Дефендера інженери взяли алюмінієву платформу PLA (Premium Lightweight Architecture). Автомобіль отримав несучий кузов, незалежну підвіску всіх коліс (опційно пневматична), постійний повний привід з міжосьовим диференціалом, опціональні блокування, хорошу геометрію.
У новинки є широка гама агрегатів. З'явиться і гібрид з зарядкою від розетки. Розглядається навіть чисто електричний. Крім того, британці подумують про потенційне розширення сімейства за рахунок краще підготовленого до бездоріжжя Дефендер SVX, багато оснащеного Дефендер SVAutobiography і потужного Дефендер SVR.
Модифікацій буде три — коротка Defender 90, стандартна Defender 110, довга Defender 130. Придумано шість версій: пара бензинових (P300, P400), три дизельні (D200, D240, D300) і гібридна (P400 PHEV, вона ж P400e). Налічується п'ять комплектацій: Standart, S, SE, HSE, X (X-Dynamic).
Версія D200 має турбодизель 2.0 (200 к.с., 430 Нм), D240 — той ж мотор, але форсований до 240 к.с. при аналогічному моменті. Варіант D300 — бітурбошістка 3.0 (300 к.с., 650 Нм). Бензиновий Defender P300 оснащений турбо 2.0 (300 к.с., 400 Нм), P400 розвиває 400 к.с., 550 Нм, гібрид P400e видає 404 к.с., 400—645 Нм. Всі Дефендери наділені повним приводом і «автоматом». Найшвидші позашляховики (P400, P400e) розганяються до сотні за 5,9 с., дизельному D300 потрібно 7,4 с.
У 2025 році Land Rover представив флагманську версію Defender Octa — найпотужнішу в історії моделі з двотурбінним V8 та підвіскою 6D Dynamics. Назва Octa символізує міцність і винятковість, відсилаючи до структури діаманта.

### Двигуни
Дизельні
- D200: 2.0L I4 turbodiesel 200 к.с. 430 Нм
- D240: 2.0L I4 turbodiesel 240 к.с. 430 Нм
- D200: 3.0L I6 turbodiesel 200 к.с. 500 Нм (MHEV)
- D250: 3.0L I6 turbodiesel 249 к.с. 570 Нм (MHEV)
- D300: 3.0L I6 turbodiesel 300 к.с. 650 Нм (MHEV)

Бензинові
- P300: 2.0L I4 turbo 300 к.с. 400 Нм
- P525: 5.0L AJ-V8 supercharged 525 к.с. 625 Нм

Гібридні
- P400: 3.0L I6 turbo 400 к.с. 550 Нм (MHEV)
- P400e: 2.0L I4 turbo hybrid 404 к.с. 645 Нм (PHEV)

## Оператори

### Україна
В січні 2021 року Латвія передала Україні 7 санітарних автомобілів на шасі Land Rover Defender.